# 青春のポップス
青春のポップス（せいしゅんのポップス）は、ミュージックバードで、2006年4月3日から2011年3月30日まで放送されていた番組。また、一部のコミュニティ放送局でもネットされていた。

## 概要
1960年代～1970年代の音楽（懐メロ）を、ジャンルを問わず送る。パーソナリティはなし。

### 放送時間
- 2006年4月3日-2007年3月29日 - 月-木曜日 27:00-29:00（JST）
- 2007年4月2日-2008年3月31日 - 月-木曜日 26:00-28:00（JST）
- 2008年4月1日-2010年9月30日 月-木曜日 25:00-27:00（JST）
- 2010年10月4日-2011年3月30日 月-水曜日 25:00-27:00（JST）

## タイムテーブル（2008年4月）
- 25:00-27:00 音楽